# Korg M1

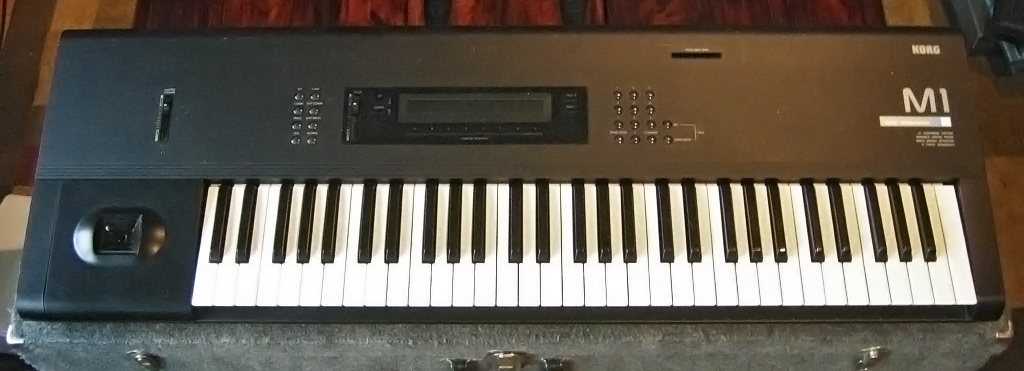
Korg M1

La Korg M1 è stata la prima workstation musicale di grande diffusione, prodotta dalla multinazionale giapponese Korg. 

## Descrizione
Il suo MIDI sequencer integrato e la gamma di suoni al suo interno consentivano di ottenere arrangiamenti professionali. Ha superato nelle vendite i due prodotti concorrenti dell'epoca: la Yamaha DX7 e la Roland D-50. Comparve sul mercato tra il 1988 e il 1989 nella versione a tastiera (qui in foto). Successivamente, nel 1990, venne prodotta anche una versione a rack (M1R). Al 2008, la Korg M1 era la tastiera digitale più venduta di tutti i tempi.
Alcuni dei suoni "di fabbrica" di questa tastiera hanno segnato la produzione musicale dei primi anni '90. Il classico suono di pianoforte "Piano 16" (preset numero 01) è diventato uno standard per le produzioni dance di quel periodo. Altri suoni caratteristici sono: il pad "Universe" (preset 00) o il suono "Ooh-Aah" (preset 04).
Il motore di sintesi (a campioni) dell'M1 è presente anche nelle successive tastiere della serie T prodotte dal 1990. La serie T si compone di: T3 (una M1 espansa con memoria raddoppiata e floppy disk), T2 (una T3 a 76 tasti), T1 (una T3 con tastiera pesata a 88 tasti), M1EX (una M1 con l'espansione di memoria del T3 ma senza floppy disk), M1R-EX (versione a rack dell'M1EX), T3 EX (T3 con possibilità di lettura di campioni da altri strumenti Korg) ed M3R (una versione a rack economica con alcuni dei suoni dell'M1 e del T3).

## Tastieristi noti
- Queen (negli album Innuendo e The Miracle)
- Joe Zawinul
- Lucio Dalla (nell'album Cambio)
- 808 State
- Banco de Gaia
- 883
- Bill Murray (nel film Ricomincio da capo)
- Ken Ishii
- Depeche Mode
- Electro Reverse
- Fluke
- The Cure
- The Orb
- David Arkenstone
- Aerosmith
- Bradley Joseph
- The KLF
- Plastikman
- Bomb The Bass
- Gary Numan
- Terre Thaemlitz
- Robert Miles
- Movida
- Mike Oldfield
- Kitarō
- Rick Wakeman
- Pet Shop Boys
- Vangelis
- The Cranberries
- Jon Oliva - Savatage
- Black Box nel singolo Ride on Time e nell'album Dreamland